# Cephalocoema acus
Cephalocoema acus är en insektsart som beskrevs av Piza Jr. 1946. Cephalocoema acus ingår i släktet Cephalocoema och familjen Proscopiidae. Inga underarter finns listade i Catalogue of Life.